# Орден Вірності (Баден)
Орден Вірності (фр. Ordre de la Fidélité, нім. Hausorden der Treue) — найстаріший і найвищий орден Великого герцогства Баденського.

## Історія
Орден Вірності заснований 17 червня 1715 року маркграфом Карлом Вільгельмом Баден-Дурлахським, в пам'ять заснування своєї нової столиці Карлсруе. Новий орден отримав назву мовою королівських дворів і дипломатії — французькою.
8 травня 1803 курфюрст Баденський Карл Фрідріх розділив орден на 2 класи — Великий хрест і командорський хрест.
17 січня 1840 офіційно оголошений вищим орденом Великого герцогства Баден, під назвою Родовий орден Вірності. 17 червня 1840 року прийнято новий статут ордена. Великий хрест призначався для принців баденського дому, іноземних суверенів і вищих державних діячів.
У 1902 році, у пам'ять весілля спадкоємного герцога Фрідріха і принцеси Хільди Нассауської, був заснований ще один клас ордена — хрест принцеси (нім. Prinzessinenkreuz), що призначався для принцес баденського дому.
При даруванні Великого хреста ордена Вірності суверенам і принцам одночасно вручався і Великий хрест ордена Церінгенського лева (до 1877 року) або ордена Бертольда I (з 1877 року).

## Ступені ордена
- Великий хрест — хрест на широкій стрічці через праве плече і зірка на лівому боці грудей
- Командор — хрест на вузькій шийній стрічц і зірка на лівому боці грудей
- Хрест принцеси

## Знаки ордена
Знаки ордена складаються з хреста, зірки і стрічки.
Хрест ордена — золотий мальтійський хрест червоної емалі з золотими кульками на кінцях. У кутах хреста 3 золоті монограми з двох переплетених латинських літер C. У центрі лицьової сторони хреста — золотий круглий медальйон білої емалі з вузьким золотим обідком. У центрі медальйона золота монограма з двох переплетених латинських літер C, під якою стилізоване зображення гірського хребта. Над монограмою, по колу, девіз ордена — FIDELITAS (Вірність). На зворотному боці хреста в центральному медальйоні зображений герб Бадена — червона перев'язь вправо в золотому полі. Хрест підвішений на золотій короні, яка через кільце кріпиться до орденської стрічки.
Зірка ордена — срібна восьмикутна. На центр зірки накладено хрест, аналогічний хресту ордена, з дещо збільшеним центральним медальйоном. На діагональних променях зірки вміщено золоті монограми з двох переплетених латинських літер C.
Стрічка ордена шовкова муарова, жовтого кольору зі срібними смужками уздовж країв.

## Галерея

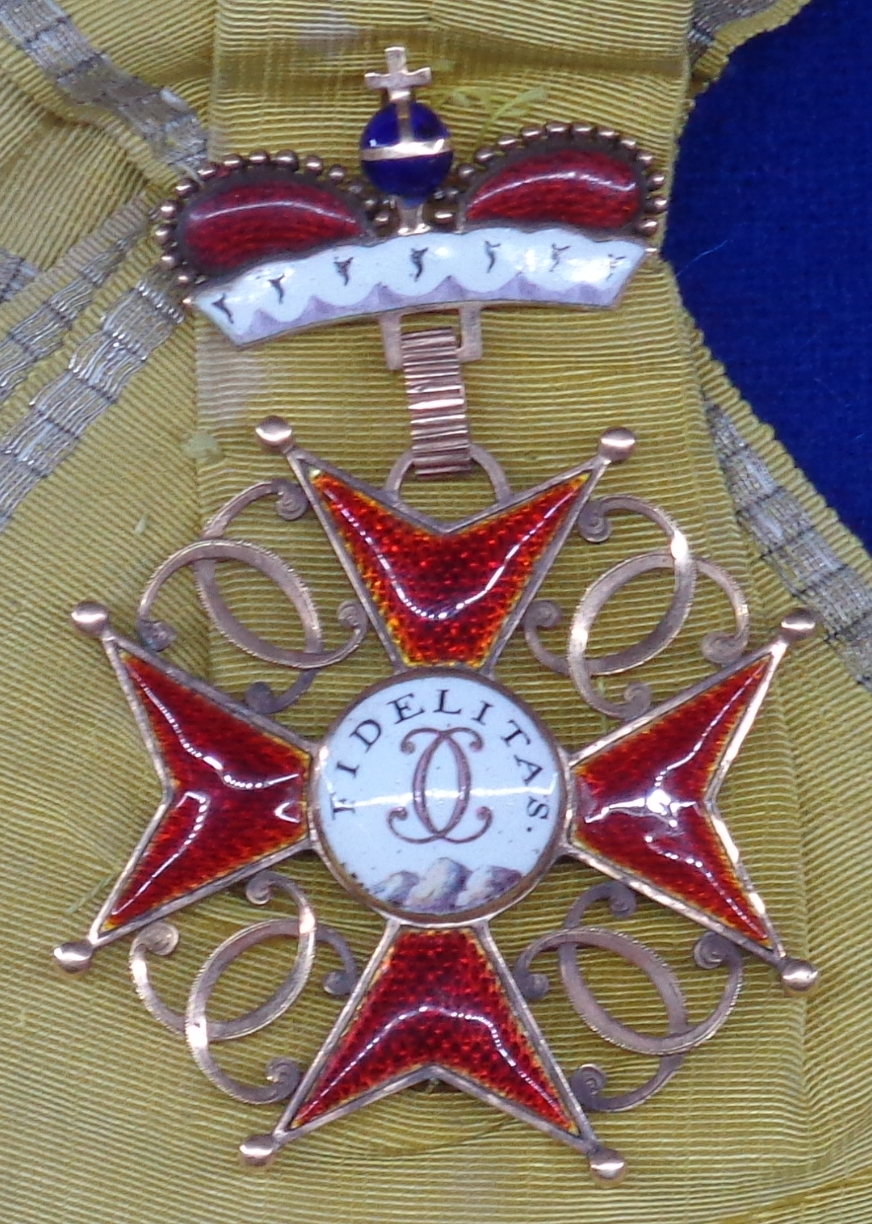
Знак ордена, XVIII століття
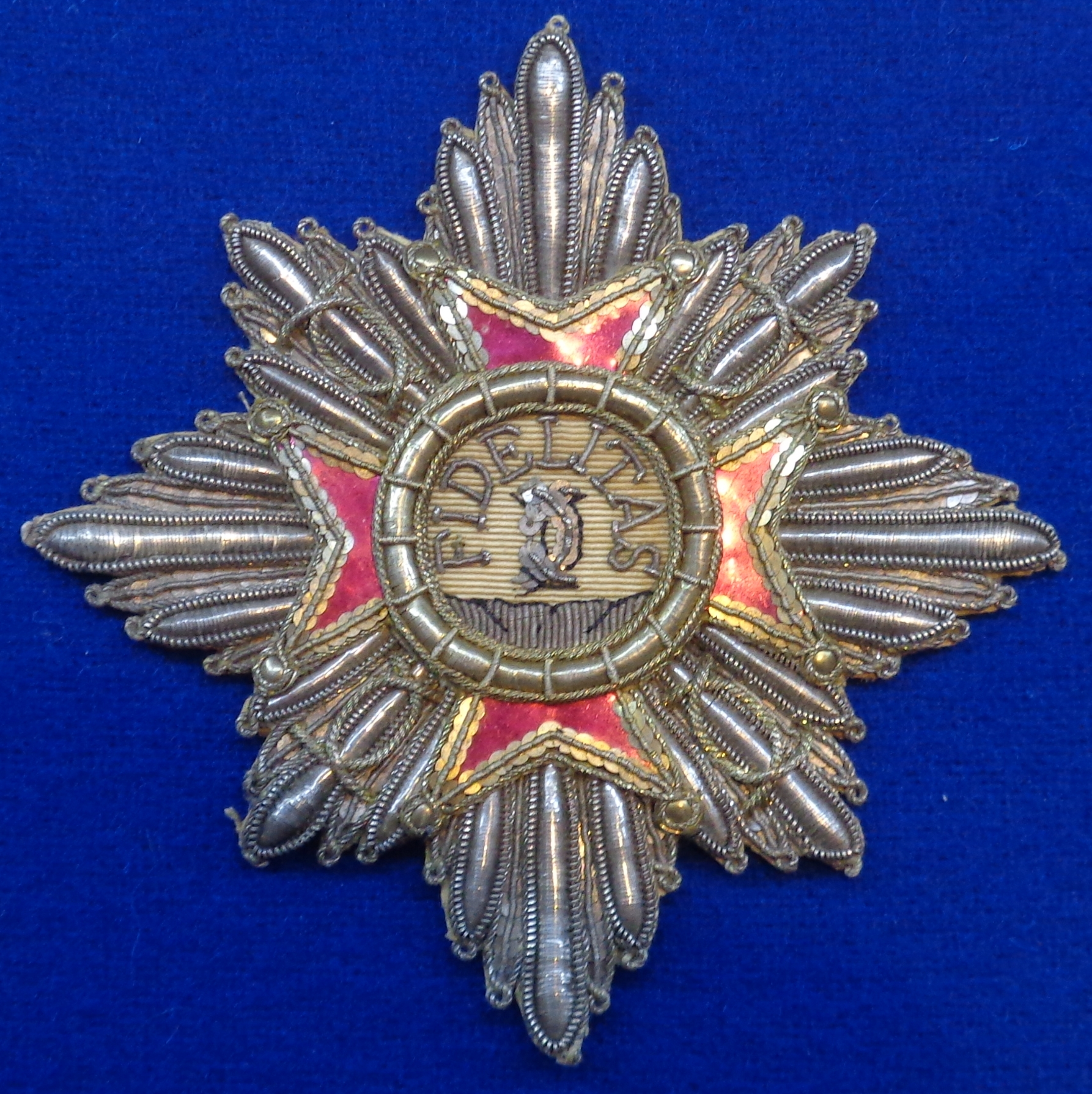
Зірка ордена, XVIII століття
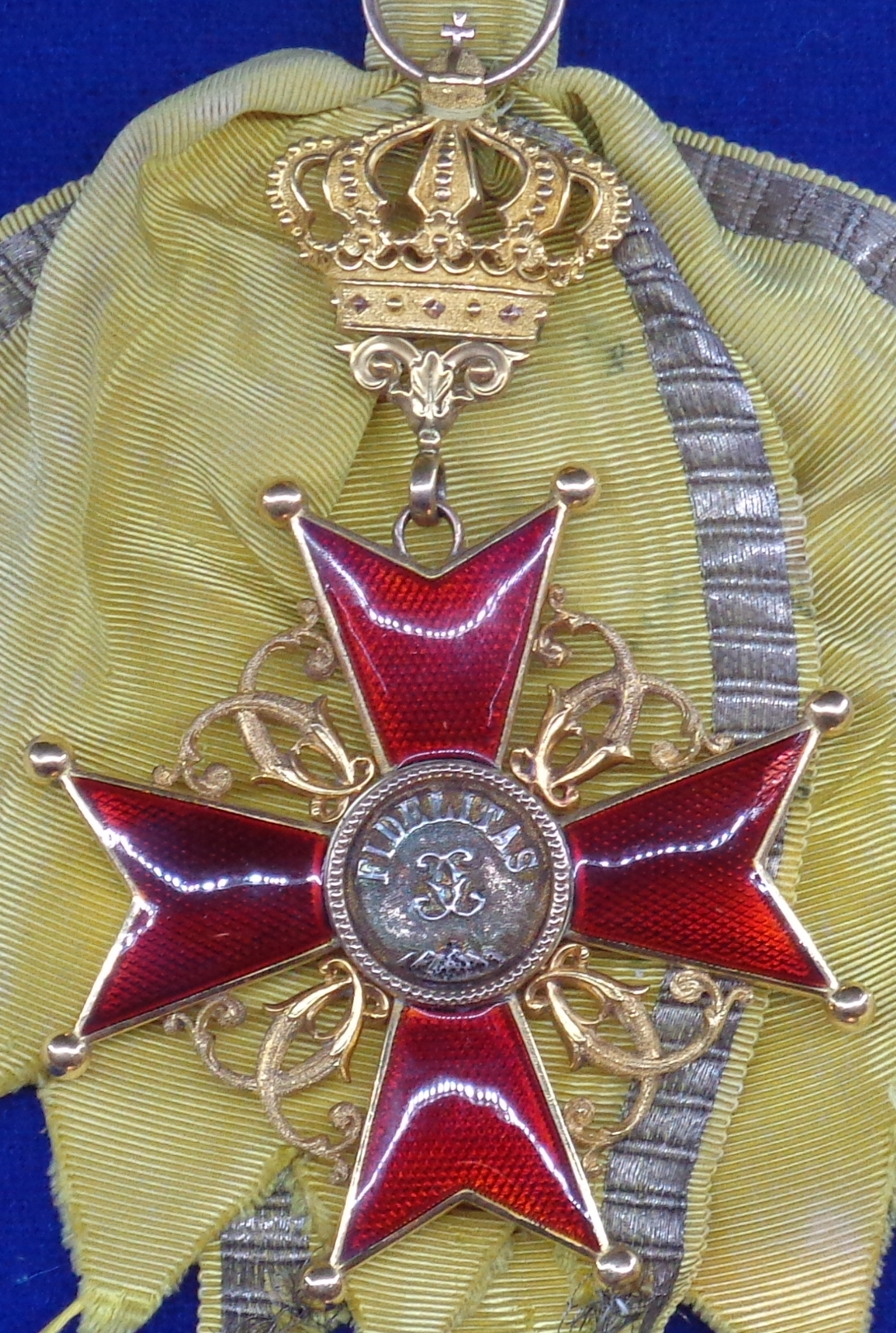
Знак ордена, XIX століття
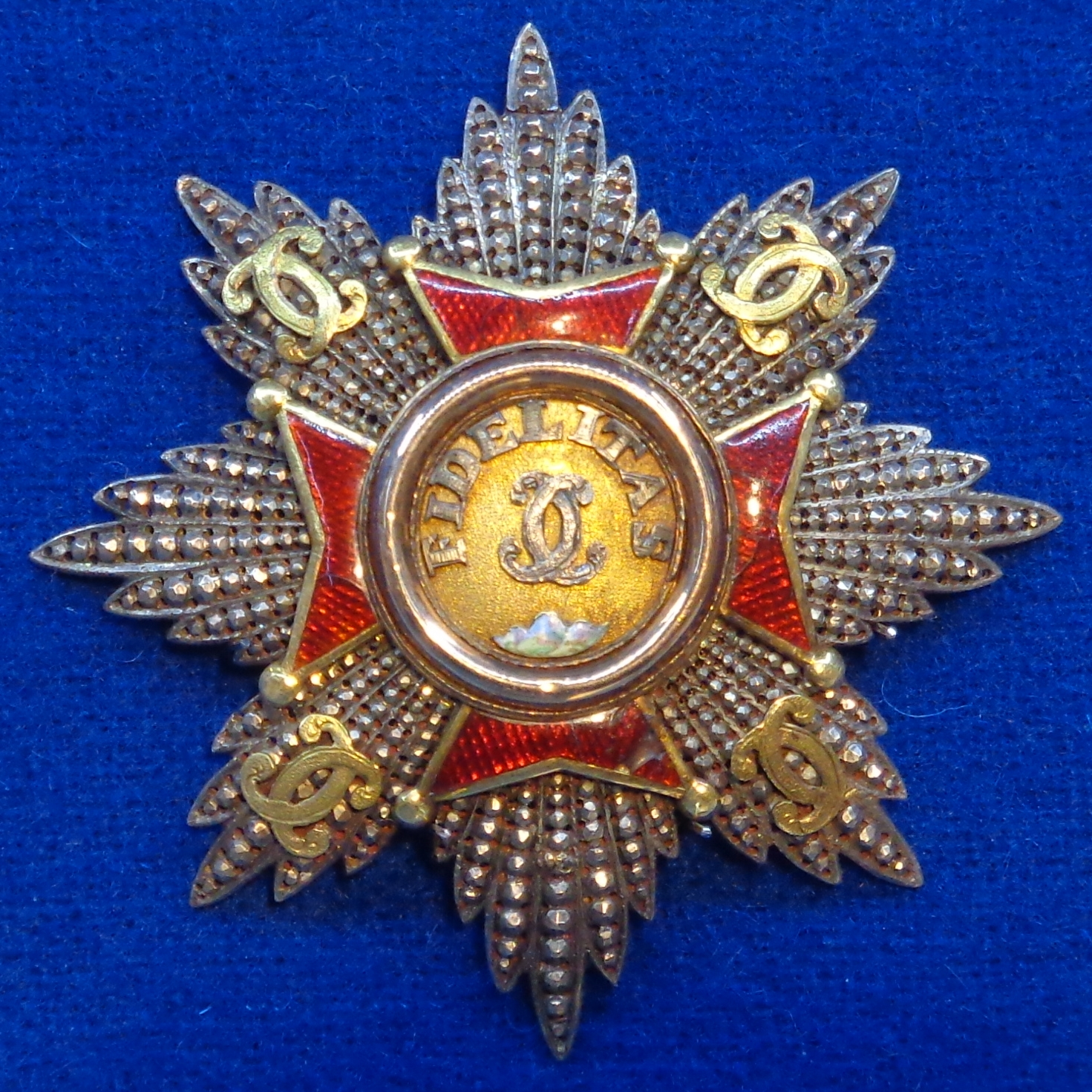
Зірка ордена, XIX століття